# روبینیو
رابسون د سوزا (پرتغالی: Robson de Souza؛ زادهٔ ۲۵ ژانویهٔ ۱۹۸۴) ، که عموماً با نام روبینیو شناخته می‌شود، بازیکن فوتبال در پست مهاجم اهل برزیل است.او در سال ۲۰۲۲ به جرم تجاوز گروهی که در سال 2013 انجام داده بود ۹ سال محکوم به زندان شد.

## باشگاهی
او در باشگاه‌های سانتوس، رئال مادرید، منچسترسیتی و میلان بازی کرده‌است و هم‌اکنون در باشگاه باشاک‌شهیر ترکیه بازی می‌کند.
او طی سال‌های ۲۰۰۲ تا ۲۰۰۵ در سانتوس در لیگ برزیل بازی می‌کرد. او در برزیل درخشان ظاهر شد و باعث شد مورد توجه چند باشگاه بزرگ از جمله رئال مادرید قرار گرفت؛ تا اینکه او در سال ۲۰۰۵ به جمع کهکشانی‌ها اضافه شد. او در رئال عملکرد نسبتاً خوبی را داشت. وی در سال ۲۰۰۸ مورد توجه باشگاه‌هایی همچون چلسی و منچسترسیتی قرار گرفت و بالاخره طی جنجال‌هایی به شهر منچستر منتقل شد. او در منچسترسیتی ناکام بود و حتی دوره‌ای قرضی دوباره به سانتوس بازگشت. او در سال ۲۰۱۰ به میلان رفت و توانست خود را بار دیگر احیا کند. وی پس از یک دوره قرضی بازی برای سانتوز با قراردادی ۶ماهه راهی لیگ چین و به تیم گوانگژو پیوست، البته وی دوره موفقی را در لیگ چین سپری نکرد و سرانجام در ۲۴ بهمن ۱۳۹۴ به لیگ برزیل و تیم اتلتیکو مینیرو پیوست.

## تیم ملی
وی از سال ۲۰۰۳، ۱۰۰ بازی ملی برای برزیل انجام داده‌است و توانسته‌است که ۲۸ گل برای کشورش به ثمر برساند.